# Maria Schneider (aktorka)
Maria-Hélène Schneider (ur. 27 marca 1952 w Paryżu, zm. 3 lutego 2011 w Paryżu) – francuska aktorka, znana przede wszystkim z roli Jeanne w filmie Bertolucciego Ostatnie tango w Paryżu (1972) z Marlonem Brando. Laureatka nagrody Cezara, wyróżniona nagrodą Special David podczas David di Donatello Awards w 1973.

## Życiorys

### Wczesne lata
Urodziła się w Paryżu jako córka rumuńskiej modelki Marie-Christine Schneider, która prowadziła księgarnię w Paryżu, i aktora Daniela Yvesa Alfreda Gélina (ur. 19 maja 1921 w Angers, zm. 29 listopada 2002 w Paryżu). Gélin był żonaty z aktorką i producentką Danièle Delorme, podczas swojego romansu z Marie-Christine Schneider. Nigdy nie uznał Schneider jako swojej córki.
Wychowywana była przez matkę w pobliżu granicy Francji z Niemcami; spotkała swego ojca tylko trzy razy. Jako nastolatka uwielbiała filmy, cztery razy w tygodniu chodziła do kina. W wieku piętnastu lat porzuciła szkołę i po kłótni z matką odeszła z domu. Zamieszkała w Paryżu, gdzie podjęła pracę jako modelka. Poznała Brigitte Bardot, która znała jej ojca. Bardot zaoferowała Schneider pokój w swoim domu. Poprzez Bardot, Schneider poznała ludzi w branży filmowej i William Morris Agency.

### Początek kariery
Mając 17 lat zadebiutowała na dużym ekranie w dramacie Terence’a Younga Świąteczna choinka (L’arbre de Noël, 1969) z udziałem Williama Holdena, Bourvila i Virny Lisi oraz komedii Les femmes (1969) u boku Brigitte Bardot, Jeana-Pierre’a Marielle, Anny Duperey i Maurice’a Roneta. Rok później wystąpiła w melodramacie Madly (1970) z Alainem Delonem, Mireille Darc i Valentiną Cortese.

### Ostatnie tango w Paryżu
Schneider zyskała międzynarodowy rozgłos, gdy w wieku 19 lat zagrała postać w erotycznym i kontrowersyjnym dramacie Bernarda Bertolucciego Ostatnie tango w Paryżu (Ultimo tango a Parigi, 1972). Film przyniósł jej prestiżową włoską nagrodę filmową David di Donatello. W czasie kręcenia filmu Schneider nie została poinformowana, że weźmie udział w scenie gwałtu analnego. Bertolucci i grający główną rolę 48-letni wtedy Marlon Brando, wpadli na pomysł ten przy śniadaniu. Inspiracją do brutalnej sceny miała być bagietka i masło. Niczego nieświadoma, początkująca aktorka została zaskoczona sceną gwałtu analnego przy użyciu masła, która nie była zawarta w scenariuszu. Nie wiedziała wtedy, że nie ma obowiązku brania udziału w czymś, co sprawiało jej przykrość jako aktorce, a nie bohaterce. W wywiadzie z 2007 roku udzielonym „Daily Mail” wyznała, że na planie filmu czuła się zgwałcona przez Brando, a doświadczenie współpracy z Bertoluccim doprowadziło do jej problemów psychicznych.

### Dalsza kariera
Kolejnym ważnym filmem w karierze Schneider był dramat Michelangela Antonioniego Zawód: Reporter (Professione: reporter, 1975), w którym zagrała u boku Jacka Nicholsona. Po złych doświadczeniach z pracy na planie Ostatniego tanga w Paryżu Schneider odmówiła rozebrania się przed kamerą, więc gdy zaproponowano jej główną rolę w kontrowersyjnym filmie Kaligula (1978), odpowiedziała, że „jest aktorką, a nie prostytutką”. Otrzymała potem kolejne propozycje filmowe, m.in. w Niemczech w Zwyczajnym żigolo (Schöner Gigolo, armer Gigolo, 1979) z Davidem Bowie i Marlene Dietrich. Była nominowana do Cezara dla najlepszej aktorki drugoplanowej za rolę Maloup w dramacie Daniela Duval Uniki (La dérobade, 1979) z Miou-Miou. Na planie jugosłowiańsko-francuskego filmu Sezon pokoju w Paryżu (Sezona mira u Parizu, 1981) spotkała się ze swoim ojcem, Danielem Gélinem.
Grywała potem w produkcjach realizowanych we Francji i we Włoszech, m.in. w: komediodramacie Jacques’a Rivette Merry-Go-Round (1981) z Joe Dallesandro; dramacie biograficznym Cyrila Collarda Dzikie noce (Les nuits fauves, 1992) o tematyce AIDS; adaptacji słynnego dzieła literackiego Charlotte Brontë Jane Eyre (1996) w reżyserii Franco Zeffirelliego z Williamem Hurtem i Charlotte Gainsbourg. Ostatni jej występ przed kamerą miał miejsce w komediodramacie Klient (La Cliente, 2008) z Nathalie Baye.
1 czerwca 2010 roku we Francji otrzymała Order Sztuki i Literatury.

### Życie prywatne
Sukces, jaki odniosła, zaskoczył ją i negatywnie wpłynął na jej psychikę. Borykała się z uzależnieniem od alkoholu i narkotyków, kokainy, LSD i heroiny, co doprowadziło do próby samobójstwa. W 1974 zdeklarowała się jako osoba biseksualna, co stało się częstym tematem dla tabloidów. W 1975 roku Schneider dobrowolnie zobowiązała się do leczenia w klinice psychiatrycznej w Rzymie, aby spędzić czas ze swoją kochanką, fotografką Joan Townsend.
Zmarła 3 lutego 2011 w Paryżu na raka w wieku 58 lat.